# Élections sénatoriales de 1876 en Guadeloupe
Les élections sénatoriales en Guadeloupe ont eu lieu le dimanche 27 janvier 1876. 
Elles ont eu pour but d'élire les sénateurs représentant le département au Sénat pour un mandat de neuf années.

## Contexte départemental
Les effectifs du collège électoral des grands électeurs n'ayant pas été renouvelés, un vote du Sénat a décidé de tout de même valider le résultat du scrutin.

## Présentation des candidats et des suppléants
Le nouveau représentant est élu pour un mandat de 9 ans au suffrage universel indirect par les 58 grands électeurs du département, au scrutin majoritaire à deux tours. 
| Candidats | Candidats                  | Parti               | Principale fonction                  |
| --------- | -------------------------- | ------------------- | ------------------------------------ |
|           | Louis Adolphe Rollin       | Gauche républicaine | Députe de la Guadeloupe (1871-1873). |
|           | Charles-André de La Jaille | Légitimiste         | Général de brigade, Béké.            |

## Résultats
Voici les résultats
|          | Charles-André de La Jaille | Légitimiste         | 29 | 51,79  |  |  |
|          | Louis Adolphe Rollin       | Gauche républicaine | 27 | 48,21  |  |  |
|          |                            |                     |    |        |  |  |
| Inscrits | Inscrits                   | Inscrits            | 58 | 100,00 |  |  |
| Votants  | Votants                    | Votants             | 56 | 96,55  |  |  |
| Exprimés | Exprimés                   | Exprimés            | 56 | 100,00 |  |  |